# Lawrence Wilde
Lawrence Wilde es un deportista estadounidense que compitió en tiro con arco, en la modalidad de arco compuesto. Ganó una medalla de oro en el Campeonato Mundial de Tiro con Arco al Aire Libre de 1999, en la prueba por equipo.

## Palmarés internacional
| Campeonato Mundial al Aire Libre | Campeonato Mundial al Aire Libre | Campeonato Mundial al Aire Libre | Campeonato Mundial al Aire Libre |
| Año                              | Lugar                            | Medalla                          | Prueba                           |
| -------------------------------- | -------------------------------- | -------------------------------- | -------------------------------- |
| 1999                             | Riom (Francia)                   | Medalla de oro                   | Equipo                           |